# Barwy wioseł - reprezentacje narodowe
Barwy wioseł - reprezentacje narodowe. Poniższa tabela przedstawia sposób, w jaki pomalowane są pióra wioseł łodzi wyczynowych na zawodach międzynarodowych, w których uczestniczą reprezentacje narodowe poszczególnych państw. Każda z reprezentacji stowarzyszonych w Międzynarodowej Federacji Wioślarskiej posługuje się przypisanym sobie wzorem. Wzór ten może stanowić pewne odwzorowanie na piórze wiosła flagi państwowej (tak wyglądają wiosła około dwóch trzecich reprezentacji narodowych zrzeszonych w FISA), ale równie dobrze może stanowić motyw fantazyjny wybrany przez daną federację wioślarską. Lewe wiosło stanowi z reguły lustrzane odbicie wiosła prawego.
| Barwy wiosła                 | Państwo                       | Opis malowania                                                                |
| ---------------------------- | ----------------------------- | ----------------------------------------------------------------------------- |
| Afghanistan                  | Afganistan                    | Flaga Afganistanu, ale baz herbu.                                             |
| Albania                      | Albania                       | Wygląd zbliżony do bandery Albanii.                                           |
| Algeria                      | Algieria                      | Flaga Algierii.                                                               |
| Angola                       | Angola                        | Flaga Angoli.                                                                 |
| Saudi Arabia                 | Arabia Saudyjska              | Flaga Arabii Saudyjskiej.                                                     |
| Argentyna                    | Argentyna                     | Flaga Argentyny, ale pasy ułożone pionowo.                                    |
| Armenia                      | Armenia                       | Flaga Armenii.                                                                |
| Australia                    | Australia                     | Białe pióro z pionowymi pasami zielono-żółto-zielonymi.                       |
| Austria                      | Austria                       | Flaga Austrii.                                                                |
| Azerbaijan                   | Azerbejdżan                   | Flaga Azerbejdżanu.                                                           |
| Bahamas                      | Bahamy                        | Flaga Bahamów.                                                                |
| Behrain                      | Bahrajn                       | Flaga Bahrajnu.                                                               |
| Bangladesh                   | Bangladesz                    | Pióro biało-jasnoniebieskie.                                                  |
| Barbados                     | Barbados                      | Zmieniona flaga Barbadosu.                                                    |
| Belgium                      | Belgia                        | Flaga Belgii.                                                                 |
| Benin                        | Benin                         | Flaga Beninu.                                                                 |
| Bermuda                      | Bermudy                       | Flaga Bermudów, ale bez herbu.                                                |
| Belarus                      | Białoruś                      | Flaga Białorusi.                                                              |
| Bolivia                      | Boliwia                       | Flaga Boliwii w wersji urzędowej.                                             |
| Bosnia-Herzegovina           | Bośnia i Hercegowina          | Flaga Bośni i Hercegowiny.                                                    |
| Botswana                     | Botswana                      | Flaga Botswany.                                                               |
| Brazil                       | Brazylia                      | Białe pióro z pionowymi pasami: żółtym-zielonym-żółtym-zielonym.              |
| Bulgaria                     | Bułgaria                      | Flaga Bułgarii, ale pasy ułożone pionowo.                                     |
| Burkina Faso                 | Burkina Faso                  | Flaga Burkiny Faso.                                                           |
| Chile                        | Chile                         | Niebieskie pióro z białą gwiazdą i biało-czerwonym paskiem.                   |
| China                        | Chiny                         | Białe pióro i czerwony łuk z żółtymi 5 gwiazdami.                             |
| Croatia                      | Chorwacja                     | Białe pióro z szachownicą czerwono-białą.                                     |
| Cyprus                       | Cypr                          | Flaga Cypru.                                                                  |
| Czech Republic               | Czechy                        | Białe pióro z mniejszą Flagą Czech.                                           |
| Denmark                      | Dania                         | Białe pióro z czerwonym pionowym pasem.                                       |
| Dominican Republic           | Dominikana                    | Układ zbliżony do flagi Dominikany, ale m.in. bez herbu.                      |
| Djibouti                     | Dżibuti                       | Flaga Dżibuti.                                                                |
| Egypy                        | Egipt                         | Flaga Egiptu, ale bez herbu.                                                  |
| Equador                      | Ekwador                       | Flaga Ekwadoru bez emblematu.                                                 |
| Estonia                      | Estonia                       | Flaga Estonii.                                                                |
| Eswatini                     | Eswatini                      | Niebieskie pióro z dwoma białymi pasami przy końcu.                           |
| Fiji                         | Fidżi                         | Białe pióro z czarnym pionowym pasem przed końcem.                            |
| Philippines                  | Filipiny                      | Czerwono-niebieskie pióro z dużym białym szewronem.                           |
| Finland                      | Finlandia                     | Flaga Finlandii.                                                              |
| France                       | Francja                       | Flaga Francji.                                                                |
| Ghana                        | Ghana                         | Flaga Ghany.                                                                  |
| Gibraltar                    | Gibraltar                     | Białe pióro z czerwonym paskiem przy końcówce.                                |
| Greece                       | Grecja                        | Niebieskie pióro z białym krzyżem.                                            |
| Georgia                      | Gruzja                        | Flaga Gruzji.                                                                 |
| Guatemala                    | Gwatemala                     | Białe pióro z 2 pionowymi, szerokimi, niebieskimi pasami.                     |
| Haiti                        | Haiti                         | Flaga Haiti z większym godłem.                                                |
| Spain                        | Hiszpania                     | Flaga Hiszpanii, ale pasy ułożone pionowo.                                    |
| Netherlands                  | Holandia                      | Flaga Holandii.                                                               |
| Honduras                     | Honduras                      | Niebieskie pióro z białą szarfą w poprzek i gwiazdkami z flagi Hondurasu.     |
| Hong Kong                    | Hongkong                      | Delikatnie zmieniona Flaga Hongkongu.                                         |
| India                        | Indie                         | Dwa poziome pasy: jasnoniboieski i ciemnoniebieski.                           |
| Indonesia                    | Indonezja                     | Dwa pionowe pasy: biały i czerwony.                                           |
| Iraq                         | Irak                          | Flaga Iraku.                                                                  |
| Iran                         | Iran                          | Uproszczona flaga Iranu.                                                      |
| Ireland                      | Irlandia                      | Zielone pióro z koniczynką.                                                   |
| Iceland                      | Islandia                      | Flaga Islandii, ale bez pasów pionowych.                                      |
| Finland                      | Izrael                        | Pióro niebiesko-białe (kolory poziomo).                                       |
| Jamaica                      | Jamajka                       | Flaga Jamajki.                                                                |
| Japan                        | Japonia                       | Zasadniczo Flaga Japonii plus dwa ukośne czerwone paski.                      |
| Jordan                       | Jordania                      | Flaga Jordanii.                                                               |
| Cayman Islands               | Kajmany                       | Pióro w kolorze jasnoniebieskim.                                              |
| Cameroon                     | Kamerun                       | Flaga Kamerunu.                                                               |
| Canada                       | Kanada                        | Flaga Kanady.                                                                 |
| Qatar                        | Katar                         | Flaga Kataru                                                                  |
| Kazakhstan                   | Kazachstan                    | Pióro błękitne z żółtą końcówką i ukośny pas czerwony                         |
| Kenya                        | Kenia                         | Pióro białe z paskami: czarnym, białym i czerwonym na końcówce.               |
| Kyrgystan                    | Kirgistan                     | Flaga Kirgistanu.                                                             |
| Colombia                     | Kolumbia                      | Flaga Kolumbii, ale pasy w układzie pionowym.                                 |
| Korea                        | Korea                         | Elementy z flagi Korei Pd. ze zmienionym układem kolorów.                     |
| North Korea                  | Korea Północna                | Białe pióro i wybrane elementy z flagi Korei Pn.                              |
| Costa Rica                   | Kostaryka                     | Cywilna flaga Kostaryki, ale inne proporcje.                                  |
| Kuba                         | Kuba                          | Pióro z 3 pasami: czerwonym, białym i niebieskim.                             |
| Kuwait                       | Kuwejt                        | Flaga Kuwejtu.                                                                |
| Lebanon                      | Liban                         | Flaga Libanu.                                                                 |
| Libya                        | Libia                         | Flaga Libii ze zmienionymi proporcjami.                                       |
| Lithuania                    | Litwa                         | Flaga Litwy.                                                                  |
| Luxembourg                   | Luksemburg                    | Wygląd zbliżony do herbu Luksemburga.                                         |
| Latvia                       | Łotwa                         | Flaga Łotwy.                                                                  |
| North Macedonia              | Macedonia Północna.           | Flaga Macedonii Północnej.                                                    |
| Madagascar                   | Madagaskar                    | Flaga Madagaskaru.                                                            |
| Malawi                       | Malawi                        | Flaga Malawi.                                                                 |
| Maldives                     | Malediwy                      | Flaga Malediwów.                                                              |
| Malaysia                     | Malezja                       | Wariacja wykorzystująca barwy i emblemat z flagi Malezji.                     |
| Mali                         | Mali                          | Flaga Mali.                                                                   |
| Malta                        | Malta                         | Flaga Malty.                                                                  |
| Morocco                      | Maroko                        | Flaga Maroka z uproszczoną gwiazdą.                                           |
| Mauritius                    | Mauritius                     | Flaga Mauritiusa.                                                             |
| Mexico                       | Meksyk                        | Zielone pióro z białym i czerwonym paskiem przy końcówce.                     |
| Myanmar                      | Mjanma                        | Białe pióro z paskami niebieskim-białym-czerwonym na końcówce.                |
| Moldowa                      | Mołdawia                      | Flaga Mołdawii, lecz w układzie poziomym i bez herbu.                         |
| Monaco                       | Monako                        | Czerwone pióro z wąskim poziomym białym paskiem.                              |
| Mongolia                     | Mongolia                      | Flaga Mongolii.                                                               |
| Mozambique                   | Mozambik                      | Flaga Mozambiku bez emblematu.                                                |
| Namibia                      | Namibia                       | Flaga Namibii.                                                                |
| Nepal                        | Nepal                         | Wariacja wykorzystująca barwy i emblematy z flagi Nepalu.                     |
| Germany                      | Niemcy                        | Flaga Niemiec.                                                                |
| Niger                        | Niger                         | Flaga Nigru.                                                                  |
| Nigeria                      | Nigeria                       | Flaga Nigerii ze zmienionymi proporcjami.                                     |
| Nicaragua                    | Nikaragua                     | Flaga Nikaragui, lecz bez herbu.                                              |
| Norway                       | Norwegia                      | Flaga Norwegii, ale bez pasów pionowych.                                      |
| New Zealand                  | Nowa Zelandia                 | Czarne pióro ze srebrną paprocią i literami N oraz Z.                         |
| Pakistan                     | Pakistan                      | Pióro z 3 poziomymi pasami: ciemnozielonym/białym/ciemnozielonym.             |
| Palestine                    | Palestyna                     | Flaga Palestyny.                                                              |
| Panama                       | Panama                        | Białe pióro z granatową oraz czerwoną gwiazdą.                                |
| Paraguay                     | Paragwaj                      | Wariacja wykorzystująca barwy z flagi Paragwaju.                              |
| Peru                         | Peru                          | Czerwone pióro z ukośnym szerokim białym pasem.                               |
| Poland                       | Polska                        | Flaga Polski.                                                                 |
| South Africa                 | Południowa Afryka             | Flaga Południowej Afryki.                                                     |
| Puerto Rico                  | Portoryko                     | Uproszczona Flaga Portoryka (mniej pasków).                                   |
| Portugal                     | Portugalia                    | Białe pióro z zielonym i czerwonym pasem na końcówce.                         |
| Cape Verde                   | Republika Zielonego Przylądka | Flaga Republiki Zielonego Przylądka.                                          |
| Russia                       | Rosja                         | Flaga Rosji.                                                                  |
| Romania                      | Rumunia                       | Flaga Rumunii.                                                                |
| Saint Vincent and Grenadines | Saint Vincent i Grenadyny     | Flaga Saint Vincent i Grenadyn.                                               |
| Salvador                     | Salwador                      | Białe pióro z 5 pionowymi niebieskimi paskami.                                |
| Samoa                        | Samoa                         | Flaga Samoa.                                                                  |
| American Samoa               | Samoa Amerykańskie            | Flaga Samoa Amerykańskiego, ale innym układzie i bez herbu.                   |
| Senegal                      | Senegal                       | Flaga Senegalu.                                                               |
| Serbia                       | Serbia                        | Kolory z flagi Serbii, ale innym układzie.                                    |
| Singapore                    | Singapur                      | Biało-czerwone pióro dzielone ukośnie.                                        |
| Slovakia                     | Słowacja                      | Kolory i herb z flagi Słowacji, ale innym układzie.                           |
| Slovenia                     | Słowenia                      | Białe pióro z poprzecznym paskiem o kolorach Flagi Słowenii.                  |
| Somalia                      | Somalia                       | Flaga Somalii.                                                                |
| Sri Lanka                    | Sri Lanka                     | Pomarańczowe pióro z ukośnym szerokim czarnym pasem.                          |
| United States                | Stany Zjednoczone             | Kolory z Flagi USA, ale innym układzie.                                       |
| Sudan                        | Sudan                         | Flaga Sudanu.                                                                 |
| Syria                        | Syria                         | Flaga Syrii.                                                                  |
| Switzerland                  | Szwajcaria                    | Flaga Szwajcarii.                                                             |
| Sweden                       | Szwecja                       | Niebieskie pióro, a na nim szwedzkie Trzy Korony.                             |
| Thailand                     | Tajlandia                     | Flaga Tajlandii.                                                              |
| Chinese Taipei               | Tajwan                        | Poziome 3 pasy: granatowy-biały-czerwony z wariacją synbolu Chińskiej Tajpej. |
| Tonga                        | Tonga                         | Białe pióro ze zmienioną flagą Tonga.                                         |
| Togo                         | Togo                          | Flaga Togo.                                                                   |
| Trynidad and Tobago          | Trynidad i Tobago             | Flaga Trynidadu i Tobago.                                                     |
| Tunisia                      | Tunezja                       | Flaga Tunezji.                                                                |
| Turkey                       | Turcja                        | Białe pióro, a na końcówce pasek z Flagą Turcji.                              |
| Turkmenistan                 | Turkmenistan                  | Kolory i emblemat z flagi Turkmenistanu, ale innym układzie.                  |
| Uganda                       | Uganda                        | Trzy poziome pasy w kolorach z flagi Ugandy.                                  |
| Ukraine                      | Ukraina                       | Flaga Ukrainy.                                                                |
| Uruguay                      | Urugwaj                       | Pióro w kolorze błękitnym.                                                    |
| Uzbekistan                   | Uzbekistan                    | Flaga Uzbekistanu, ale bez emblematu i nieco inne kolory..                    |
| Vanuatu                      | Vanuatu                       | Flaga Vanuatu, ale bez emblematu.                                             |
| Venezuela                    | Wenezuela                     | Flaga Wenezueli bez emblematów.                                               |
| Hungary                      | Węgry                         | Pióro jak Flaga Węgier.                                                       |
| Great Britain                | Wielka Brytania               | Białe pióro z Flagą Wielkiej Brytanii.                                        |
| Vietnam                      | Wietnam                       | Flaga Wietnamu z odwróconą gwiazdą.                                           |
| Italy                        | Włochy                        | Flaga Włoch.                                                                  |
| Ivory Coast                  | Wybrzeże Kości Słoniowej      | Pióro białe z paskami: pomarańczowym, białym i zielonym na końcówce.          |
| Zambia                       | Zambia                        | Flaga Zambii.                                                                 |
| Zimbabwe                     | Zimbabwe                      | Wariacja wykorzystująca barwy z flagi Zimbabwe.                               |
| United Arab Emirates         | Zjednoczone Emiraty Arabskie  | Flaga Zjednoczonych Emiratów Arabskich.                                       |